# Subscribe.ru

Subscribe.ru — российский онлайн-сервис информационных каналов в Рунете, запущенный в марте 1998 года.

## Технологии
Основной вид услуг — предоставление пользователям возможности организации и ведения тематических e-mail-рассылок, на которые могут подписаться другие пользователи сервиса. Бизнес-модель сервиса основана на размещении платной таргетированной рекламы в пользовательских рассылках и предоставлении пользователям дополнительных платных сервисов.
С ноября 2009 года предлагает также механизм для создания так называемых «тематических групп» (аналог форумов или сообществ Живого Журнала).
По утверждению самого сервиса, на Subscribe.Ru открыто сейчас более 25000 тематических рассылок, а база подписчиков составляет более 5 миллионов адресов. Ежемесячный объём выпускаемых рассылок составляет более 100 миллионов электронных писем, что делает сервис абсолютным лидером в этой области в Рунете.

## Владельцы
Основным владельцем сервиса является петербургская компания «Интернет-Проекты».
До февраля 2014 года долей (39,95 %) в компании владела Mail.Ru Group.